# Enteropogon monostachyos
Enteropogon monostachyos är en gräsart som först beskrevs av Vahl, och fick sitt nu gällande namn av Karl Moritz Schumann och Adolf Engler. Enteropogon monostachyos ingår i släktet Enteropogon och familjen gräs. Utöver nominatformen finns också underarten E. m. africanus.